# Ropica thomensis
Ropica thomensis là một loài bọ cánh cứng trong họ Cerambycidae.